# Фран Карбія
Франсиско Карбія Баррера (ісп. Francisco Carbià Barrera; нар. 31 березня 1992, Таррагона, Іспанія) — іспанський футболіст, вінґер «Бадалони Футур».

## Життєпис
Народився в каталонському місті Таррагона. Вихованець клубу «Хімнастік» з рідного міста. Тренер Кіко Рамірес підвищив його до молодіжної команди, з якою Фран підвищився до Дивізіону Пошану. У 2010 році переведений до фарм-клубу під керівництвом Кіко Раміреса, у складі якого згодом дебютував у Терсера Дивізіоні. Також зіграв у кубку Каталоні проти «Барселони».
17 березня 2012 року в програному (1:3) поєдинку Сегунда Дивізіону проти «Картахени» просидів усі 90 хвилин на лаві запасних, з'являвся в основному складі на передсезонних зборах 2011 і 2012 років, але грав переважно за резервну команду. 8 липня 2013 року узгодив контракт із клубом Сегунда Дивізіону Б «Реус Депортіу».
20 листопада 2015 року, коли його контракт мав закінчитися, продовжив угоду з клубом до 2017 року, відзначився 4-ма голами в 33 матчах й допоміг команді вперше в історії вийти до другого дивізіону чемпіонату Іспанії. Дебютував на професіональному рівні 27 серпня 2016 року, вийшов у стартовому складі та відкрив рахунок у нічийному (1:1) домашньому поєдинку проти «Мірандеса».
16 жовтня 2016 року відзначився двома голами у переможному (2:0) матчі проти «УКАМ Мурсії». Шість днів по тому встановив остаточний рахунок у переможному (2:1) домашньому поєдинку проти «Луго», завдяки чому збільшив свій рахунок до п’яти голів в перших 11 матчах.
28 грудня 2018 року став одним із п'яти гравців, які покинули «Реус» через невиплату зарплати. 11 січня наступного року підписав 5-місячний контракт із тбіліським «Динамо».
У липні 2019 року повернувся до третього дивізіону чемпіонату Іспанії, де відписав 2-річний контракт з «Ібісою». У наступне трансферне вікно  перейшов до «Хімнастика» з Таррагони з третього дивізіону в оренду, розраховану до 30 червня. 2 вересня 2020 року погодився повноцінний контракт з вище вказаним клубом